# پچ‌دوچر
پِچ‌دِوِچِر (به مجاری:  Pécsdevecser) یک منطقهٔ مسکونی در مجارستان است که در ناحیهٔ شیکلوش واقع شده‌است.